# Comté de Shelby (Indiana)
Pour les articles homonymes, voir Comté de Shelby.
Le comté de Shelby  est un comté de l'État de l'Indiana, aux États-Unis. Il comptait 43 445 habitants en 2000. Son siège est Shelbyville.